# Бурилов, Василий Степанович
Василий Степанович Бурилов (11 апреля 1909, Троицкий, Каменский уезд — 1 мая 1975, Коротояк) — командир орудия 820-го стрелкового полка 117-й стрелковой дивизии, полный кавалер Ордена Славы.

## Биография
Василий Степанович Бурилов родился в крестьянской семье в посёлке Троицкий, где закончил 4 класса. В 1936 году переехал в с. Коротояк, где работал в колхозе «Путь Ильича».
В Красную Армию призван в начале Великой Отечественной войны. Попал на Калининский фронт, где участвовал в Смоленском сражении. В операциях на берегу Западной Двины был ранен 11 сентября.
После выписки стал заряжающим в 135-й стрелковой дивизии, участвовал в битве за Москву, где снова получил ранение.
С января 1943 года переброшен на 1-й Белорусский фронт, назначен наводчиком орудия 820-го стрелкового полка 117-й стрелковой дивизии в звании ефрейтор.
В течение 1944 года получил два ордена и две медали:
- Медаль «За боевые заслуги» получил 14 февраля 1944 году за неоднократное выполнение боевых задач и устранение пулеметной точки, что дало возможность дальнейшего продвижения пехоты[3].
- Орденом Славы III степени награждён за отражение контратаки противника и уничтожение трёх вражеских пулемётов и танка в боях 7-8 июля 1944 года близ г. Турийск[4].
- Медаль «За отвагу» (СССР) получил также за отважные действия 7-8 июля 1944 года[5].
- Орденом Славы II степени награждён за отличия в боях за реку Висла, где 30 июля 1944 года уничтожил 9 пулемётов и 2 миномёта врага, что содействовало продвигающейся пехте[6].

За все боевые заслуги 15 мая 1946 года награждён Орденом Славы I степени.
После окончания войны жил в селе Коротояк, где работал стрелком ВОХР. Умер 1 мая 1975 года.

## Семья
Жена: Анна Ивановна Бурилова, в девичестве Чехлатова. Нажили шесть детей.